# Điệu bộ chuột (máy tính)

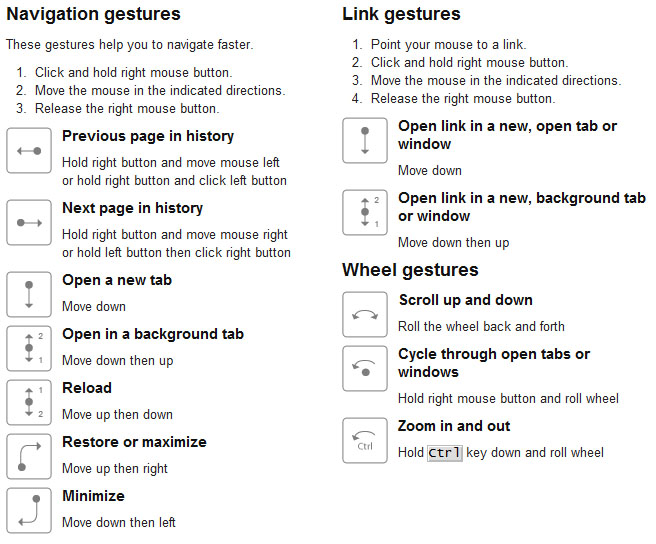
Hướng dẫn thao tác điệu bộ chuột trên trình duyệt Opera

Điệu bộ chuột (tiếng Anh: mouse gesture) là thao tác kết hợp các động tác di chuyển và nhấn chuột để xử lý một lệnh nào đó trong chương trình. Điệu bộ chuột có thể dùng để truy cập vào các chức năng chung hay gặp của một chương trình nhằm tiết kiệm thời gian và để giao tiếp với máy tính thân thiện hơn. Hữu ích khi thực hiện những lệnh khó hoặc không thể dùng bàn phím thay thế. Ví dụ trong trình duyệt web firefox sau khi cài phần mở rộng firegestures thì có thể dùng động tác nhấn nút phải chuột đồng thời di chuyển chuột sang trái để trở lại trang trước (go back one page).

## Lịch sử
Điệu bộ chuột đầu tiên đó là drag (kéo chuột) được giới thiệu bởi apple trong máy tính Macintosh của họ. Drag là nhấn giữ nút chuột và di chuyển chuột, khác với hai động tác liên tiếp: nhấn và di chuyển chuột.

## Áp dụng trong hiện tại
Trình duyệt web Opera giới thiệu điệu bộ chuột lần đầu vào năm 2001 trong bản 5.10. Bên cạnh opera, firefox cũng có nhiều add-on hỗ trợ nhận dạng các điệu bộ chuột để thực hiện các lệnh phổ biến (tiến, lùi, lưu trang, đóng tab,...).
Ngoài việc ứng dụng trong các trình duyệt, việc cài thêm một số phần mềm tương ứng có thể ra hiệu được cho windows thực hiện những lệnh đặc biệt. Ví dụ cài phần mềm StrokeIt có thể ra lệnh cho windows thực hiện những lệnh cơ bản như: lui thư mục trước, về thư mục sau, sao chép, dán tài liệu, phóng to, thu nhỏ, phục hồi cửa sổ. Thậm chí với StrokeIt các điệu bộ chuột cũng hoạt động trên các phần mềm của hãng thứ ba.

## Nhược điểm
Vấn đề lớn nhất với việc sử dụng các cử chỉ là việc thiếu các tiêu chuẩn chung cho việc nhận dạng và sử dụng các cử chỉ. Mỗi chương trình làm cho nó theo cách riêng của mình.

### Windows
- StrokeIt
- gMote Lưu trữ ngày 12 tháng 6 năm 2008 tại Wayback Machine (freeware)
- Gesture Magic (free/open source)
- Brass
- MauSuji
- Mojo Sidekick Lưu trữ ngày 1 tháng 12 năm 2007 tại Wayback Machine

### Mac OS X
- FlyGesture, free
- xGestures Lưu trữ ngày 21 tháng 7 năm 2006 tại Wayback Machine
- CocoaGestures Lưu trữ ngày 14 tháng 11 năm 2007 tại Wayback Machine
- Mojo Sidekick Lưu trữ ngày 1 tháng 12 năm 2007 tại Wayback Machine

### X11 (GNU/Linux)
- Gestikk
- wayV Lưu trữ ngày 16 tháng 2 năm 2010 tại Wayback Machine
- xstroke
- KHotkeys
- xgestures
- easystroke

### SkyOS
- SkyOS Mouse Gestures Lưu trữ ngày 7 tháng 4 năm 2016 tại Wayback Machine.